# Virginia Open
Het Virginia Open is een jaarlijks golftoernooi in de Verenigde Staten en maakte deel uit van de Amerikaanse PGA Tour, in de jaren 1930 en 1940. Het toernooi vindt telkens plaats op verschillende golfbanen in de staat Virginia en wordt georganiseerd door de "Virginia State Golf Association" (VSGA) en de "Middle Atlantic of PGA" (MA of PGA).

## Winnaars
| Jaar | VSGA & MA of PGA    |
| ---- | ------------------- |
| 1924 | Elmer Loving        |
| 1925 | Pat Petranck        |
| 1926 | Pat Petranck        |
| 1927 | Jimmy Thompson      |
| 1928 | Charlie Isaacs      |
| 1929 | Roland Hancock      |
| 1930 | Harry Thompson (a)  |
| 1931 | Buddy Clement (a)   |
| 1932 | Chandler Harper (a) |
| 1933 | Bobby Cruickshank   |
| 1934 | Bobby Cruickshank   |
| 1935 | Bobby Cruickshank   |
| 1936 | Bobby Cruickshank   |
| 1937 | Bobby Cruickshank   |
| 1938 | Chandler Harper     |
| 1939 | Bobby Cruickshank   |
| 1940 | Chandler Harper     |
| 1941 | Chandler Harper     |
| 1942 | Geen toernooi       |
| 1943 | Geen toernooi       |
| 1944 | Geen toernooi       |
| 1945 | Geen toernooi       |
| 1946 | Sam Snead           |
| 1947 | George Payton       |
| 1948 | Johnny O'Donnell    |
| 1949 | Jack Isaacs         |
| 1950 | Jack Isaacs         |
| 1951 | Johnny O'Donnell    |
| 1952 | Chandler Harper     |
| 1953 | Johnny O'Donnell    |
| 1954 | Johnny O'Donnell    |
| 1955 | Johnny O'Donnell    |
| 1956 | Jack Isaacs         |
| 1957 | Tom Strange (a)     |

| Jaar | VSGA                  | MA of PGA       |
| ---- | --------------------- | --------------- |
| 1958 | Al Smith              | Jack Isaacs     |
| 1959 | Joe Cannon            | Al Smith        |
| 1960 | Al Smith              | Chandler Harper |
| 1961 | Claude King           | Jack Isaacs     |
| 1962 | Claude King           | Mac Main        |
| 1963 | Claude King           | Tom Strange     |
| 1964 | Herbert Hooper        | Tom Strange     |
| 1965 | Bobby Mitchell        | Bobby Mitchell  |
| 1966 | Herbert Hooper        | Tom Strange     |
| 1967 | Tom Strange           | Chandler Harper |
| 1968 | Chandler Harper       | Chandler Harper |
| 1969 | Vinny Giles (a)       | Chandler Harper |
| 1970 | Rick Bendall (a)      | Chandler Harper |
| 1971 | Lanny Wadkins         | Claude King     |
| 1972 | Jennings House        | Nelson Long Jr. |
| 1973 | Bruce Lenhard         | Herbert Hooper  |
| 1974 | Vinny Giles (a)       | John Bruce (a)  |
| 1975 | Chip Heyl (a)         | John Bruce (a)  |
| 1976 | Mike Pratt (a)        | John Bruce (a)  |
| 1977 | Bob Post              | John Bruce (a)  |
| 1978 | Robert Black, Jr. (a) | Bobby Inman (a) |
| 1979 | Stephen Smith (a)     | Tony DeLuca (a) |
| 1980 | Clem King             | Billy King      |
| 1981 | Tony DeLuca (a)       | Bobby Wadkins   |
| 1982 | Bill Sibbick (a)      | Bobby Wadkins   |
| 1983 | Robert Wrenn          | Bobby Wadkins   |
| 1984 | Mark Carnevale        | Woody FitzHugh  |

| Jaar | VSGA & MA of PGA   |
| ---- | ------------------ |
| 1985 | Tom McKnight (a)   |
| 1986 | Woody FitzHugh     |
| 1987 | Tim White          |
| 1988 | Woody FitzHugh     |
| 1989 | Robert Wrenn       |
| 1990 | Bruce Lenhard      |
| 1991 | Robert Wrenn       |
| 1992 | Craig Gunn         |
| 1993 | Vinny Giles (a)    |
| 1994 | Jerry Wood         |
| 1995 | Rob McNamara       |
| 1996 | Keith Decker (a)   |
| 1997 | Jerry Wood         |
| 1998 | Rick Schuller      |
| 1999 | Faber Jamerson (a) |
| 2000 | Billy Judah        |
| 2001 | Keith Decker (a)   |
| 2002 | Keith Decker (a)   |
| 2003 | Jon Corliss        |
| 2004 | Spence Andrews (a) |
| 2005 | Ted Brown          |
| 2006 | Faber Jamerson     |
| 2007 | Joahua Meador      |
| 2008 | Roger Newsom (a)   |
| 2009 | Faber Jamerson     |
| 2010 | Evan Beck (a)      |
| 2011 | Roger Newsom       |
| 2012 | Jay Woodson        |
| 2013 | Jay Woodson        |